# 1981 en architecture
| Années de l'architecture : 1978 - 1979 - 1980 - 1981 - 1982 - 1983 - 1984    |
| Décennies de l'architecture : 1950 - 1960 - 1970 - 1980 - 1990 - 2000 - 2010 |

Cet article présente les faits marquants de l'année 1981 en architecture.

## Réalisations
- Ouverture de la Sydney Tower (aussi appelée « Centrepoint »), la plus haute structure autoportante de Sydney et la deuxième d'Australie.
- Fin de la construction de la tour de télécommunications Colonius, à Cologne.
- Le Palais national de la culture de Sofia est achevé.
- Skidmore, Owings & Merrill construit le Marriott World Trade Center, connu alors comme « Vista Hotel », au World Trade Center à New York.
- Construction du pont du Humber, en Angleterre.

## Évènement
- Ouverture de l'Institut français d'architecture à Paris

## Récompenses
- Grand prix national de l'architecture : Gérard Thurnauer, Pierre Riboulet et Jean-Louis Véret.
- Prix Pritzker : James Stirling.
- Médaille d'or de l'AIA : Josep Lluís Sert.
- Médaille d'or royale pour l'architecture : Philip Dowson.
- Twenty-five Year Award : Farnsworth House.

## Naissances
- x

## Décès
- 1er juillet : Marcel Breuer (° 21 mai 1902).
- 7 mars : Roy Grounds (° 18 décembre 1905)
- 1er septembre : Albert Speer (° 19 mars 1905).
- 2 décembre : Wallace K. Harrison (° 28 septembre 1895).